# Ley del valor
La ley del valor es un concepto en la crítica de la economía política de Karl Marx, primero expuesto en su polémica La miseria de la filosofía (1847) en respuesta a Pierre-Joseph Proudhon (quien había publicado Filosofía de la miseria), y con referencia a David Ricardo. Más en general, se refiere a un principio normativo de la ciencia económica de intercambio de los productos generados por el trabajo humano: la relación de valores de cambio de dichos productos en el comercio, por lo general expresada por el precio en dinero, son proporcionales a las cantidades de trabajo humano medido en el tiempo empleado directa o indirectamente para fabricarlos o producirlos, lo que Marx también llamó el tiempo de trabajo socialmente necesario para la correspondiente fabricación o producción.

Por lo tanto, el valor de cambio de mercancías o productos básicos (productos intercambiables) se rige por su valor, el cual es equivalente a una cantidad de trabajo humano (Teoría del valor-trabajo). En Das Kapital, Marx expone que esa cantidad es la relación entre la cantidad de trabajo socialmente necesario para producir un bien reproducible, y la correspondiente cantidad de trabajo socialmente necesario para producir una unidad de oro [cita requerida].

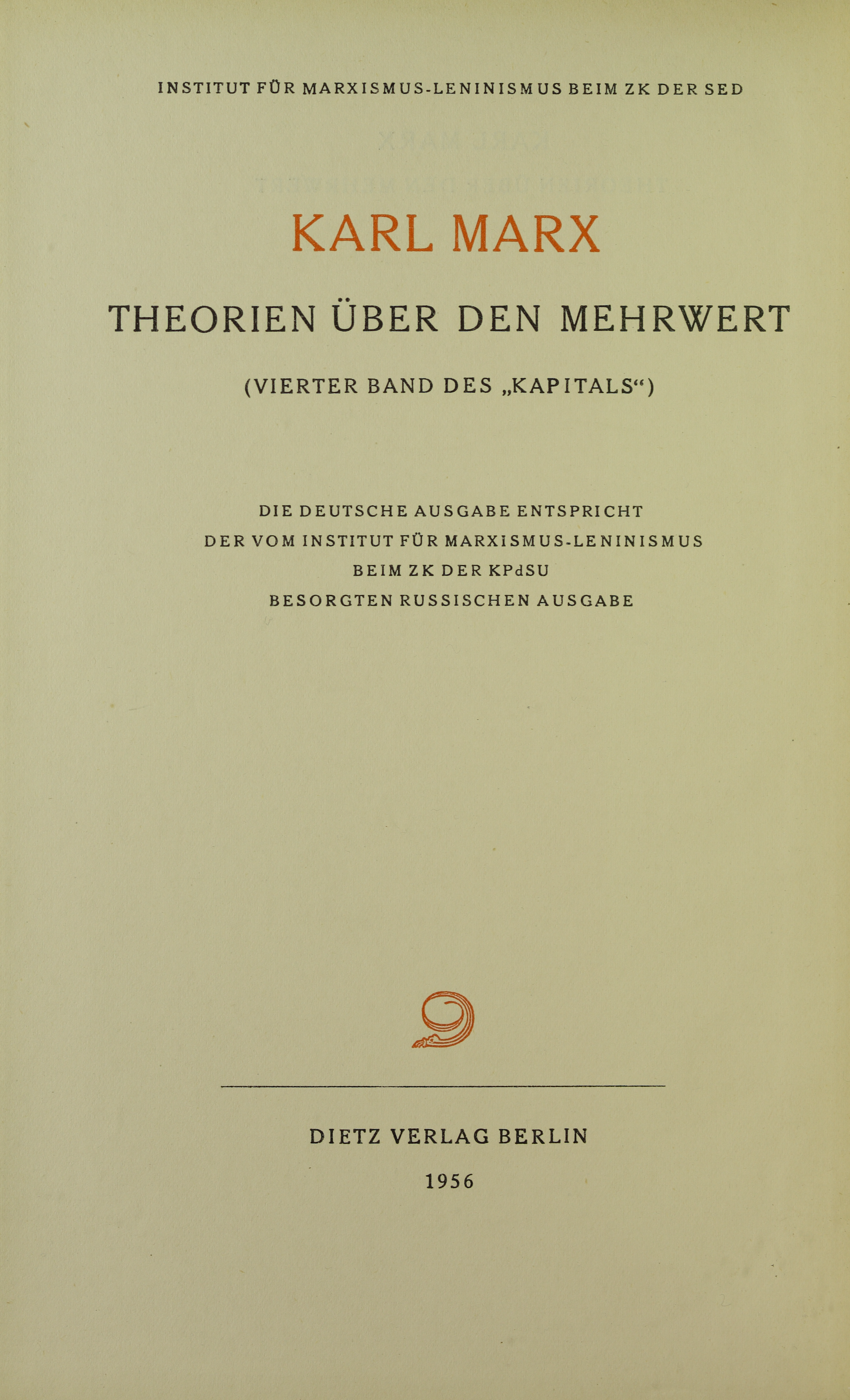
Portada de Teorías de la plusvalía de Marx

En resumen, Karl Marx retoma la idea de valor-trabajo desarrollada por Ricardo, expresándola en la siguiente frase: "El valor de un bien depende de la cantidad de trabajo directa o indirectamente necesario para su fabricación", aunque mientras Ricardo considera el trabajo como un concepto natural o común, Marx juzga la expresión 'valor del trabajo', partiendo de la idea que el trabajo está en el origen de todo valor. Para Marx, los salarios no representan el valor del trabajo sino el arrendamiento de la fuerza de trabajo del asalariado, proponiendo la explicación siguiente: «Respecto del concepto de valor recientemente expresado, el salario del trabajador solamente representa la parte necesaria a su propia sobrevivencia, y lo que resta constituye la plusvalía».

## Definición básica del concepto
"Sólo partiendo del sistema de relaciones sociales de producción de una formación social históricamente determinada, relaciones que se manifiestan en el fenómeno masivo del cambio, repetido miles de millones de veces, podemos comprender lo que es el valor."
La ley del valor pretende explicar qué regula la proporción en que se intercambian las mercancías entre sí. Las distintas proporciones en que se intercambia una mercancía por las demás debe poder reducirse a una expresión común y distinguirse solamente proporción en que contienen ese patrón o medida común. La ley del valor parte del hecho de que la sustancia común entre las diferentes mercancías en tanto productos sociales es el trabajo humano. El valor y por tanto la proporción de valor está determinada por las cantidades de trabajo-tiempo humano que se requiere para producir las mercancías. 
"Se requiere una producción de mercancías plenamente desarrollada antes de que, a partir únicamente de la experiencia acumulada, surja la convicción científica de que todos los diferentes tipos de trabajo privado, que se realizan independientemente unos de otros y, sin embargo, como ramas espontáneamente desarrolladas de la división social del el trabajo, se reducen continuamente a las proporciones cuantitativas en que la sociedad los requiere. ¿Y por qué? Porque en medio de todas las relaciones de intercambio accidentales y siempre fluctuantes entre los productos, el tiempo de trabajo socialmente necesario para su producción se impone con fuerza como una ley suprema de la naturaleza. La ley de la gravedad se impone así cuando una casa se cae sobre nuestras orejas. La determinación de la magnitud del valor por el tiempo de trabajo es, por tanto, un secreto, oculto bajo las aparentes fluctuaciones de los valores relativos de las mercancías. Su descubrimiento, si bien elimina toda apariencia de mera accidentalidad en la determinación de la magnitud de los valores de los productos, no altera en modo alguno el modo en que esa determinación tiene lugar." (Véase: Fetichismo de la mercancía)
Si un producto A requiere en total 100 horas de trabajo humano para producirse, y el producto B tiene 5 horas de producción, la proporción en que se intercambiará en el mercado esas mercancías A y B gravitará a una tasa de alrededor de 1:20 (uno de A es 20 unidades de B), porque A es un valor mayor que B en esa proporción. 
La relación de comercio nunca serán 20:1, 1:5, 1:100, o 500:1 (a menos que hubiera una excepcional escasez o exceso de oferta de estos productos, o un intercambio desigual se llevaría a cabo). Por esa razón, la mayoría de los mercados comerciales es regular y predecible en gran medida, en lugar de caótico y arbitrario; las normas de lo que valen los productos en relación con los demás son en su mayoría conocidos y claramente establecido, incluso si las personas carecen de un conocimiento exacto de los precios [cita requerida].
La ley del valor se origina en los "términos de intercambio" establecido para los diferentes productos. Si un productor tiene que ofrecer demasiado de su propio producto para obtener un producto diferente, esto tiene consecuencias directas en el tiempo adicional que tiene que trabajar para sostener a sí mismo y en el comercio de sus productos. En la vida práctica, rara vez hay productores "estúpido", que saben cuáles son las consecuencias para su tiempo de trabajo si el comercian en condiciones desfavorables; ya que se sabe con bastante exactitud la cantidad máxima de producto que están dispuestos a comerciar para obtener otro producto, y tratan de obtener el mejor retorno de su propio producto. Con el tiempo, y con mayor integración del mercado, relativamente estable serán los valores para los productos que existen independientemente de la productividad de los productores individuales. En esa situación, cada productor tiene que adaptar su producción a los valores socialmente aceptados (necesarios), el promedio de los términos de intercambio para los productos varían sólo dentro de márgenes relativamente estrechos, y por lo tanto, las actividades productivas se enmarcan en el dominio de la ley del valor, que vincula " la economía de la mano de obra a tiempo" con "la economía del comercio".
El ámbito de aplicación de la ley del valor se limita a “la nueva producción de los productores, los productos de mano de obra reproducible”, aunque puede influir indirectamente en el comercio de otros bienes o activos. Así, la ley no se aplica a todos los bienes o activos en una economía, y no "manda" el conjunto de la economía, que incluye, obviamente, mucho más activos de todo tipo. Los productos primarios son un caso especial, lo que Marx analiza en su teoría de la renta diferencial y absoluta. Los precios del mercado mundial para los productos primarios en cualquier momento pueden ser fuertemente influenciados por el rendimiento de las cosechas y las minas en diferentes países.
La idea básica de la ley del valor se expresó claramente por Adam Smith en La Riqueza de las Naciones, cuando escribió:

"If among a nation of hunters, for example, it usually costs twice the labor to kill a beaver which it does to kill a deer, one beaver should naturally exchange for or be worth two deer. It is natural that what is usually the produce of two days' or two hours' labor, should be worth double of what is usually the produce of one day's or one hour's labor. If the one species of labor should be more severe than the other, some allowance will naturally be made for this superior hardship; and the produce of one hour's labor in the one way may frequently exchange for that of two hours' labor in the other..."
"Si entre una nación de cazadores, por ejemplo, normalmente cuesta el doble de trabajo matar un castor que para matar un ciervo, un castor, naturalmente, debe ser cambiado por el valor de dos ciervos. Es natural que lo que se suele producirse en dos días o dos horas de trabajo, debe ser el valor doble de lo que suele ser el producto de un día o una hora de mano de obra. Si una especie de mano de obra debe ser más severa que la otra, algún subsidio, naturalmente, la posibilidad de este superior de vida difíciles, y la producción de una hora de mano de obra en la forma en mayo un cambio de frecuencia de dos horas de mano de obra en los demás... "
- Adam Smith, La riqueza de las naciones, libro I, capítulo 6.

Peter-Urtz Reich comenta: 

"This law of value is from Adam Smith (1776), the founding father of our economics science. As economists, however, we have been trained to reject this thesis, or more precisely to accept it only on the condition that the average cost equals the marginal cost of hunting those animals and this in turn equals the marginal utility of eating them. This value theory is firmly established in first-year economics."
"Esta ley del valor es de Adam Smith (1776), el padre fundador de nuestra ciencia económica. Como los economistas, sin embargo, hemos sido entrenados para rechazar esta tesis, o más precisamente a aceptar que sólo con la condición de que el coste medio es igual a el costo marginal de la caza de los animales y esto a su vez es igual a la utilidad marginal de comerlas. Este valor teoría está firmemente establecida en el primer año de economía."
- Peter-Urtz Reich, las cuentas nacionales y el valor económico: Un estudio en los conceptos. Londres: Palgrave / Macmillan, 2001, p. 1.

El concepto de la ley del valor fue también señalado por David Ricardo en el inicio de su Principios de Economía Política e Impuestos, de la siguiente manera:

"The value of a commodity, or the quantity of any other commodity for which it will exchange, depends on the relative quantity of labour which is necessary for its production, and not on the greater or less compensation which is paid for that labour."
"El valor de una mercancía, o la cantidad de cualquier otro producto para el que se cambio, depende de la cantidad relativa de mano de obra que es necesaria para su producción, y no sobre la mayor o menor compensación que se paga para ese trabajo."

En el nivel más básico, la ley del valor especifica "el contenido de mano de obra" como la sustancia y la medida de valor económico, y sugiere que el comercio – con los demás cosas igual- evoluciona hacia el intercambio de equivalentes (la medida en que todos los socios comerciales intenten "hacer que su dinero valga la pena"). En la base del proceso de negociación es el de economizar tiempo humano, y "normal" el comercio de los coeficientes se conoce, o aceptada, por los agentes económicos.
Sin embargo, para Marx, la verdadera preocupación era la de comprender y analizar la forma en que la ley del valor determina y regula el intercambio, es decir, cómo el equilibrio de la producción de los productos y la demanda de los mismos se podría lograr, en una sociedad basada en el plano universal, como el capitalismo de mercado, y cómo se rige por el trabajo a tiempo. Trata de hacer esto empezando con supuestos simplificadores y, después, con una progresiva consolidación de una compleja estructura teórica. Su teoría apunta específicamente a captar capital en movimiento, es decir, cómo, a través de la circulación y la dinámica del capital, una modificación de los gastos de trabajo social se concilia (o no debe conciliarse con) con las necesidades sociales cambiantes. En el tercer tomo de Das Kapital, que tiene como objetivo mostrar cómo los beneficios de la competencia se ve limitada por la ley del valor, y cómo esto configura el desarrollo de la producción capitalista.